# 夏珩

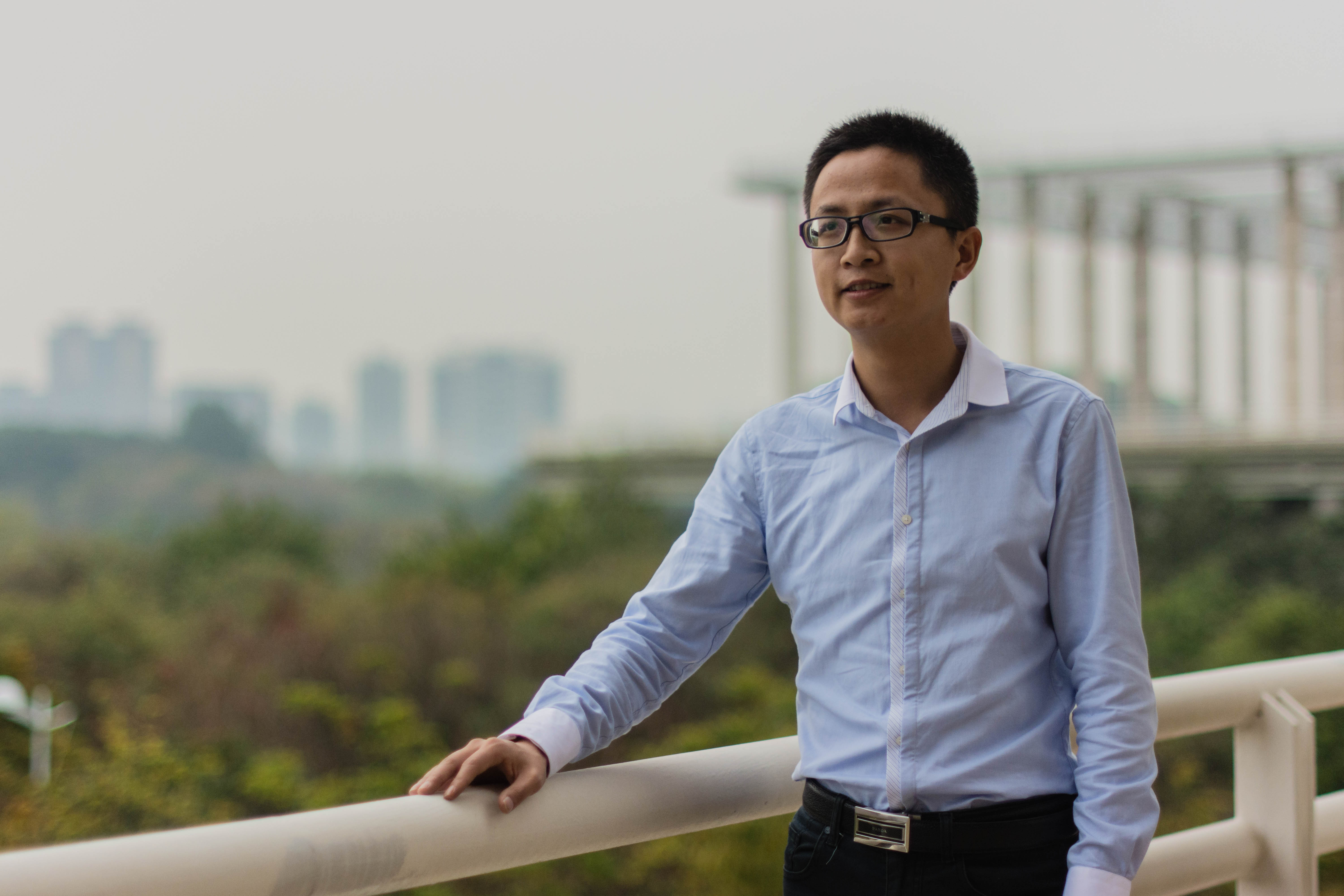
夏珩

夏珩（1983年11月7日—），中国湖南企业家，小鹏汽车联合创始人。

## 生平
夏珩2008年毕业于清华大学汽车工程系，毕业后在广汽集团新能源中心控制科科长，负责新能源及智能汽车的控制系统开发，曾经在研究创新和管理方面获得多项奖项。
2014年与何涛、杨春雷共同创办了小鹏汽车，任公司总裁、执行董事。
2022年11月，夏珩辞任小鹏汽车董事会执行董事职务。此后一年内，他退出小鹏汽车多家关联公司的法人代表、高管职务。2024年3月，夏珩退出小鹏汽车核心管理团队，成为公司“终身荣誉顾问”。